# Palaió Eleftherochóri
Palaió Eleftherochóri är en ort i Grekland.   Den ligger i prefekturen Nomós Pierías och regionen Mellersta Makedonien, i den norra delen av landet, 290 km norr om huvudstaden Aten. Palaió Eleftherochóri ligger 141 meter över havet och antalet invånare är 686.
Terrängen runt Palaió Eleftherochóri är platt åt sydost, men åt nordväst är den kuperad. Havet är nära Palaió Eleftherochóri österut.  Närmaste större samhälle är Kateríni, 19,5 km söder om Palaió Eleftherochóri. Trakten runt Palaió Eleftherochóri består till största delen av jordbruksmark.